# I Can't Read
"I Can't Read" é uma canção composta por David Bowie e Reeves Gabrels para o álbum de estreia do grupo Tin Machine, de 1989.
Bowie gravou uma nova versão da canção em 1997 para o filme The Ice Storm. Esta versão foi lançada como single na Alemanha e na Escandinávia pela Velvel Records em dezembro de 1997. Em janeiro de 1998, o single foi lançado na Austrália pela Shock Records, sob licença exclusiva da Velvel Records. No Reino Unido, a canção alcançou o n°73 das paradas musicais.
Ao tocar a canção em 1996, Bowie a descreveu como "plena de remorso e agonia, vejo, é quando os empregos dão errado, e o lar já não se mostra aconchegante, e você não precisa de ninguém - você nem finge precisar - e você acaba nesse tipo de estado."

## Faixas

### CD: Velvel / ZYX 8757-8 (Alemanha)[4]
1. "I Can't Read" (Short Version) (Bowie, Gabrels) – 4:40
2. "I Can't Read" (Long Version) (Bowie, Gabrels) – 5:30
3. "This Is Not America" (Bowie, Metheny) – 3:48